# Stiliani Kaltsidu
Stiliani Kaltsidu (grec. Στυλιανή Καλτσίδου) lub Stela Kaltsidu (grec. Στέλλα Καλτσίδου; ur. 12 stycznia 1983 w Salonikach) – grecka koszykarka, występująca na pozycjach silnej skrzydłowej lub środkowej.
5 czerwca 2018 została zawodniczką CCC Polkowice.

## Osiągnięcia

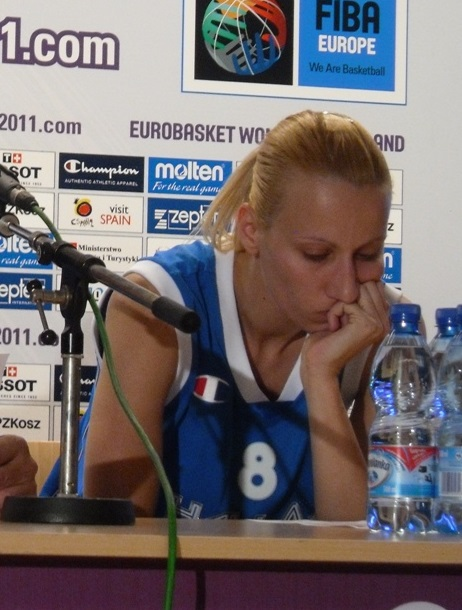
Kaltsidu w barwach kadry Grecji, podczas konferencji prasowej (2011).

Stan na 28 kwietnia 2019, na podstawie, o ile nie zaznaczono inaczej.
Drużynowe
- Mistrzyni:
  - Francji (2011, 2012, 2013)
  - Grecji (2006, 2008)
  - Polski (2019)[6]
- Wicemistrzyni:
  - EuroCup (2016)
  - Francji (2010, 2014)
  - Grecji (2007, 2009)
- Brąz Euroligi (2013)
- Zdobywczyni pucharu:
  - Francji (2010, 2014)
  - Grecji (2006–2009)
  - Polski (2019)[7]
- Finalistka Pucharu Francji (2012)
- Uczestniczka rozgrywek:
  - Final Four Euroligi (2014)
  - Euroligi (2009–2016)
  - Eurocup (2008/2009, 2015–2018)

Indywidualne
(* – nagrody przyznane przez portal eurobasket.com)
- Najlepsza*:
  - środkowa ligi greckiej (2008)
  - skrzydłowa ligi greckiej (2018)
- Zaliczona do:
  - I składu:
    - pucharu Polski (2019)[8]
    - ligi greckiej (2008)*
    - defensywnego ligi greckiej (2017, 2018)*
    - najlepszych zawodniczek krajowych ligi greckiej (2008)*

  - II składu ligi francuskiej (2012)*
  - składu honorable mention*:
    - Eurocup (2018)
    - ligi francuskiej (2010)
- Uczestniczka meczu gwiazd ligi greckiej (2008)

Reprezentacja
- Uczestniczka mistrzostw:
  - świata (2010 – 11. miejsce)
  - mistrzostw Europy:
    - 2007 – 13. miejsce, 2009 – 5. miejsce, 2011 – 13. miejsce, 2015 – 10. miejsce, 2017 – 4. miejsce
    - U–20 (2002 – 7. miejsce)
    - U–18 (2000 – 8. miejsce)
    - U–16 (1999 – 7. miejsce)
- Zaliczona do składu honorable mention mistrzostw Europy (2017)*